# Austrodecatoma omninigra
Austrodecatoma omninigra är en stekelart som beskrevs av Girault 1928. Austrodecatoma omninigra ingår i släktet Austrodecatoma och familjen kragglanssteklar. Inga underarter finns listade.